# Britisch-israelische Beziehungen
Die Britisch-israelischen Beziehungen sind das zwischenstaatliche Verhältnis zwischen dem Vereinigten Königreich und Israel. Die Briten spielten durch die Eroberung Palästinas von den Osmanen während des Ersten Weltkriegs indirekt eine wichtige Rolle für die spätere Staatsgründung Israels, wobei die Briten in ihrem Völkerbundsmandat für Palästina eine begrenzte jüdische Zuwanderung (Alija) zuließen. Ab den 1930er Jahren kam es zu Konflikten zwischen der jüdischen Gemeinde und den Briten. Der Terror der Irgun Zwai Leumi trug dazu bei, dass die Briten ihr Mandatsgebiet nach dem Ende des Zweiten Weltkriegs schließlich räumten. Nach dem Ende des israelischen Unabhängigkeitskriegs (in dem es fast zu einem Krieg zwischen Briten und Israelis kam) erkannte das Vereinigte Königreich Israel diplomatisch an. Seitdem haben beide Länder eine sehr enge wirtschaftliche, kulturelle, diplomatische und sicherheitspolitische Kooperation aufgebaut, auch wenn es gelegentlich zu Meinungsverschiedenheiten kommt.

## Geschichte

### Vorgeschichte

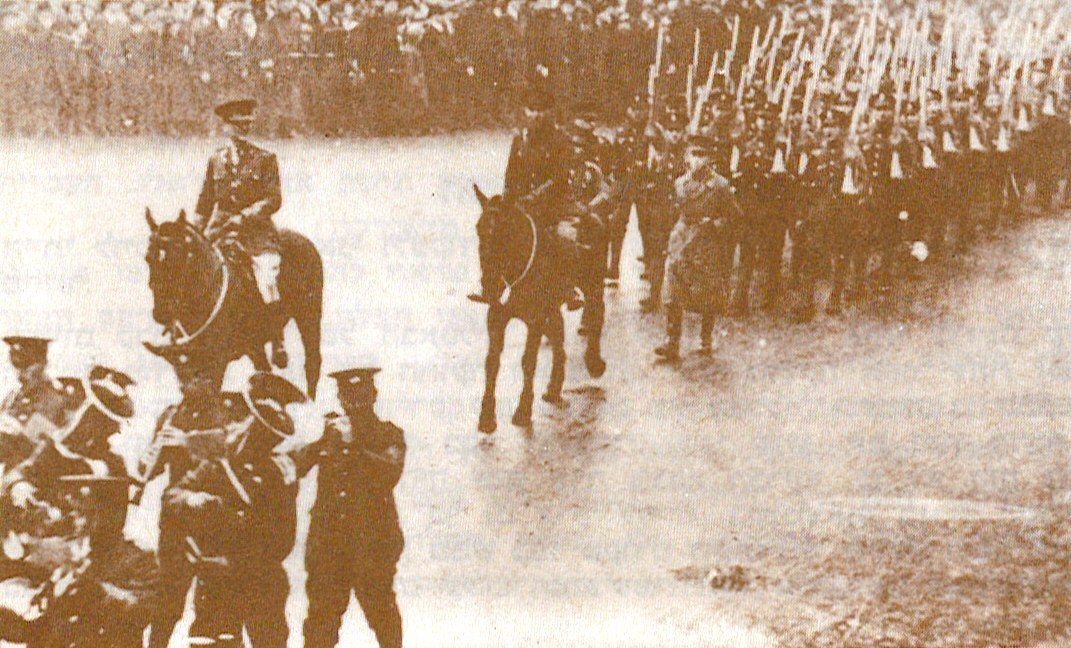
Marsch der jüdischen Legion in London (1918)

Die Geschichte der Juden im Vereinigten Königreich lässt sich bis auf das 8. Jahrhundert zurückverfolgen. Die jüdische Einwanderung dauerte bis zum Ausweisungsedikt von König Edward I. im Jahr 1290 an. Im frühen 17. Jahrhundert wurde der schottische Puritaner Thomas Brightman mit seiner Schrift Shall They Return to Jerusalem Again? (1615) zu einem Vordenker des christlichen Zionismus. Unter Oliver Cromwell kamen ab Mitte des 17. Jahrhunderts schließlich wieder Juden ins Land, eine Präsenz, die schließlich durch den Jewish Naturalisation Act 1753 des britischen Parlaments legalisiert wurde, welche Juden die Staatsbürgerschaft verlieh. Im 19. Jahrhundert wurden die britischen Inseln zu einem Zentrum des Zionismus, was von reichen Gönnern wie dem Londoner Bankier Walter Rothschild und Aktivisten wie Chaim Weizmann unterstützt wurde. Nach Ausbruch des Ersten Weltkriegs versprachen die Briten den Arabern der Region Palästina in der Hussein-McMahon-Korrespondenz die Eigenstaatlichkeit, um sie zum Aufstand gegen die Osmanen zu bewegen, während sie ihre Gebiete allerdings gleichzeitig mit dem Sykes-Picot-Abkommen für die Nachkriegszeit mit den Franzosen in Einflusssphären aufteilten. Zusätzlich wurde mit der Balfour-Deklaration von 1917 auch den Zionisten Versprechungen für einer „nationale Heimstätte für das jüdische Volk“ in Palästina gemacht, wobei die Briten sich erhofften, dass die Juden in den Vereinigten Staaten diese zum Kriegseintritt auf Seite der Briten bewegen würden.

### Völkerbundmandat für Palästina

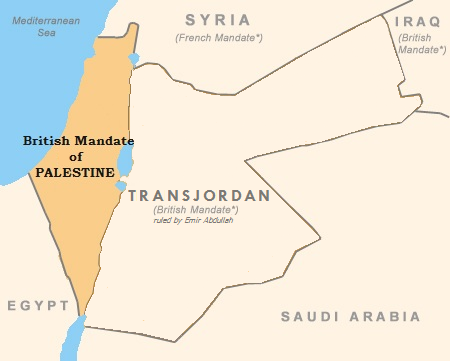
Mandatsgebiet Palästina

Im Krieg gegen die Osmanen wurden die Briten von der Jüdischen Legion unterstützt, wobei auch einige Juden auf der Seite der Osmanen kämpften. In dieser Zeit entwickelte sich eine enge Zusammenarbeit zwischen Großbritannien und dem Jischuv, der im Entstehen begriffenen jüdischen Gemeinde in Palästina, als Großbritannien Informationen vom jüdischen Spionagenetzwerk Nili erhielt, das die britischen Streitkräfte bei der Eroberung Palästinas unterstützte. Im Jahr 1920 etablierte Großbritannien seine Herrschaft unter dem Mandat für Palästina, das ihm vom Völkerbund übertragen und 1922 im Abkommen von San Remo bestätigt worden war. Ein britischer Hochkommissar wurde ernannt mit dem Auftrag, den Juden den Aufbau einer nationalen Heimstätte zu ermöglichen. Auch aufgrund der miteinander im Widerspruch stehenden Versprechen der Briten brachen bald darauf Widerstände der Araber in Palästina gegen die jüdische Zuwanderung aus. 1922 revidierten die Briten nach Ausschreitungen ihre Politik, sodass nicht „Palästina als Ganzes in eine jüdische nationale Heimstätte umgewandelt werden, sondern dass eine solche Heimstätte innerhalb von Palästina gegründet werden soll.“ Auch schränkten die Briten die jüdische Einwanderung ein und verboten die Einwanderung nach Transjordanien, was den Arabern aber immer noch nicht weit genug ging.
Die britische Politik schwanke in der Folgezeit zwischen den Juden und den Arabern. In den 1920er Jahren sympathisierten die meisten britischen Behörden in Palästina, insbesondere das Militär, mit den palästinensischen Arabern, während die britische Regierung in London eher auf der Seite der Zionisten stand, die mit der Hagana eine eigene militärische Untergrundorganisation aufbauten. Mit der Machtergreifung Adolf Hitlers in Deutschland kam es in den 1930er Jahren zu einer verstärkten Zuwanderung von Juden, deren Anteil in Palästina auf ein Drittel der Bevölkerung anstieg, was den Konflikt mit den Arabern anheizte. Während des arabischen Aufstands in Palästina von 1936 bis 1939 unterstützte die Hagana aktiv die britische Armee, die im Gegenzug eine von der Hagana kontrollierte jüdische Polizeitruppe namens Notrim finanzierte. Die Niederschlagung des Aufstands verschob das Machtgleichgewicht in Palästina entscheidend zugunsten des Jishuv.

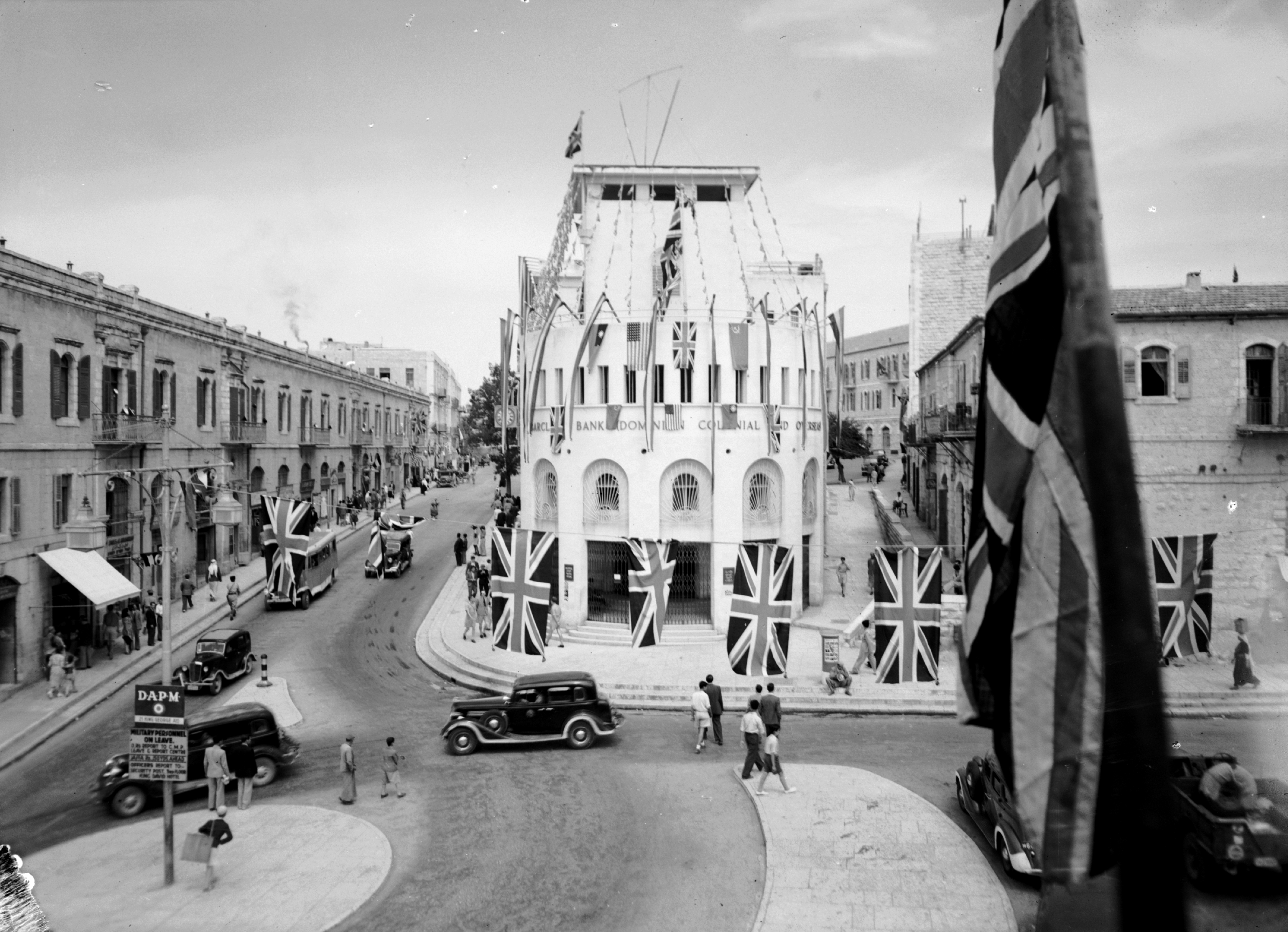
Britische Fahnen in Jerusalem am VE-Day (1945)

1937 legte die Peel-Kommission einen Plan für einen jüdischen Staat und einen arabischen Staat vor. Bei den Arabern stieß der Plan auf Widerstand und der britische Bezirkskommissar für Galiläa, Lewis Yelland Andrews, wurde in Nazareth von arabischen Bewaffneten ermordet. 1939 verkündete Großbritannien das Weißbuch von 1939, das die Einwanderung von Juden und den Kauf von Land stark einschränkte und einen einzigen Staat in Palästina forderte. Als Reaktion auf das Weißbuch begann die jüdische Irgun (eine Abspaltung der Hagana) mit Operationen gegen Briten und Araber, da dieser Plan als Verrat der Balfour-Deklaration und Katastrophe für den Zionismus angesehen wurde. Nach einem Waffenstillstand während des Zweiten Weltkriegs nahm die Irgun gegen 1944 ihre Kampagne gegen die Briten wieder auf und verübte am 22. Juli 1946 einen Bombenanschlag auf das King David Hotel, den Sitz der britischen Mandatsregierung, der mindestens 90 Tote forderte.

### Gründung Israels
Das Scheitern der Armee, die Aufständischen zu besiegen, überzeugte die britische Regierung davon, dass Palästina ein verlorener Fall sei, und führte zur Entscheidung, sich aus dem Gebiet zurückzuziehen. Um die Palästinafrage zu klären, brachte sie eine Resolution vor die Vereinten Nationen, wo eine Kommission den UN-Teilungsplan für Palästina erarbeitete, der allerdings bei den Arabern innerhalb und außerhalb von Palästina auf Ablehnung stieß. Nach der Israelischen Unabhängigkeitserklärung am 14. Mai 1948 kam es zum Krieg, als mehrere arabische Staaten Israel angriffen. Die Beziehungen zwischen Israel und Großbritannien waren während des Arabisch-Israelischen Krieges von 1948 feindselig und brachten die beiden Länder zeitweise an den Rand einer direkten militärischen Konfrontation, wobei es zu mehreren direkten Gefechten kam. Zu Beginn des Krieges wurde ein Stützpunkt der Royal Air Force in Amman bei einem israelischen Angriff auf die Stadt getroffen. Die Briten drohten mit einem Angriff auf die israelische Luftwaffe, sollte sich eine solche Aktion wiederholen. Die Briten verhinderten als Schutzmacht Ägyptens auch einen israelischen Vorstoß auf die Sinai-Halbinsel.

### Beziehungen nach der Gründung Israels

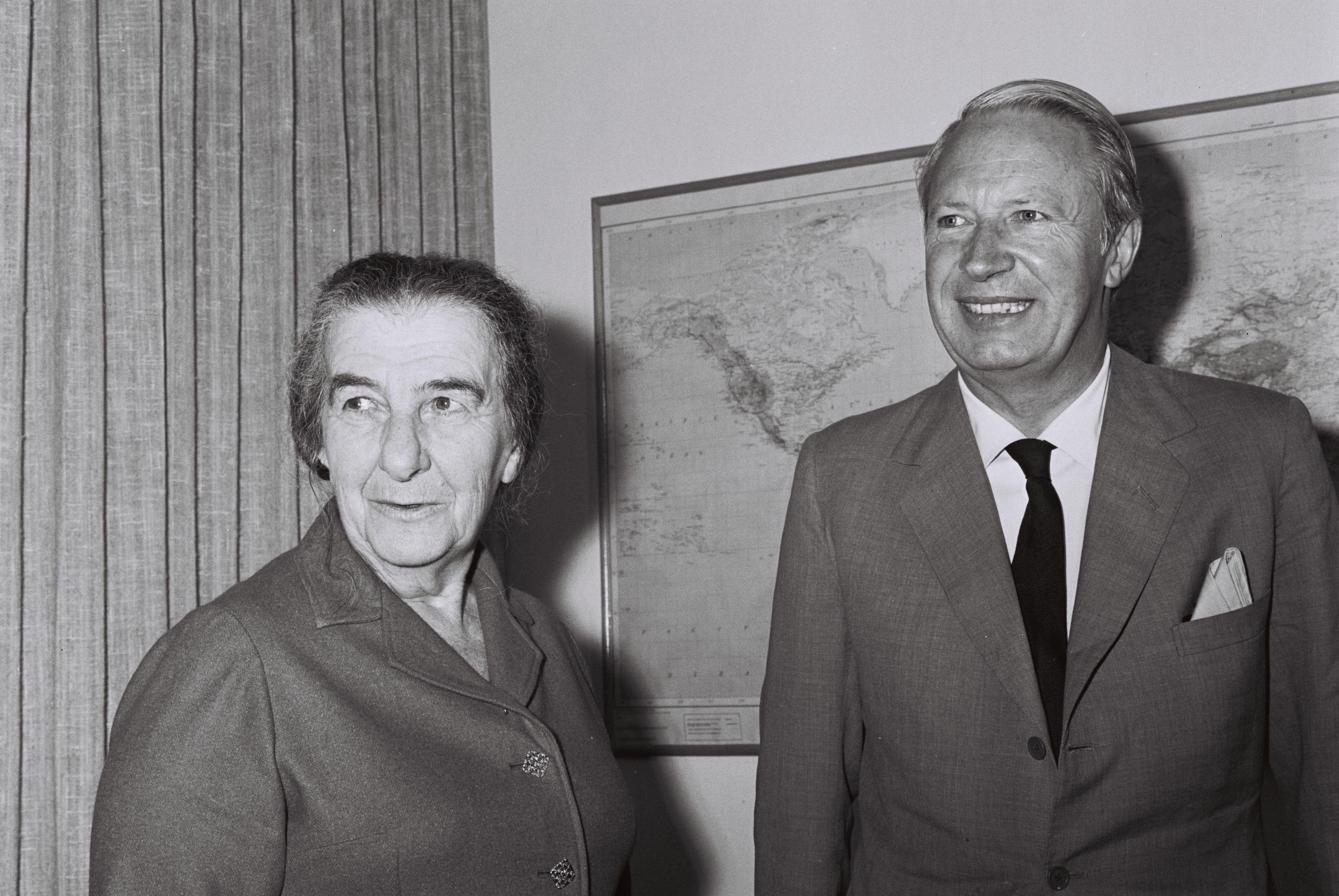
Golda Meir und Edward Heath (1969)

Das Vereinigte Königreich enthielt sich bei der Abstimmung in der UN-Generalversammlung im November 1947 über den Teilungsplan für Palästina der Stimme. Israel beantragte nach seiner Unabhängigkeitserklärung sofort die Aufnahme in die Vereinten Nationen. Bei der Abstimmung des UN-Sicherheitsrats über die Mitgliedschaft Israels am 17. Dezember 1948 enthielt sich das Vereinigte Königreich erneut der Stimme. Die Briten erkannten Israel jedoch am 29. Januar 1949 de facto und am 28. April 1950 de jure an. Erster britischer Botschafter in Israel wurde Knox Helm. Aufgrund der engen Beziehungen der Briten zu arabischen Monarchien sowie der jüngeren Vergangenheit blieben die frühen Beziehungen beider Staaten allerdings von einem gewissen Misstrauen überschattet. Bald darauf führte jedoch die Furcht vor Nassers Verstaatlichung des Suezkanals zu einem britischen Zweckbündnis mit den Franzosen und Israelis, die 1956 den Kanal besetzten, was zur Suezkrise führte. Auf Druck der Sowjetunion und der Vereinigten Staaten mussten sich die drei Mächte allerdings nach kurzer Zeit wieder zurückziehen und erlitten damit eine schwere diplomatische Niederlage.

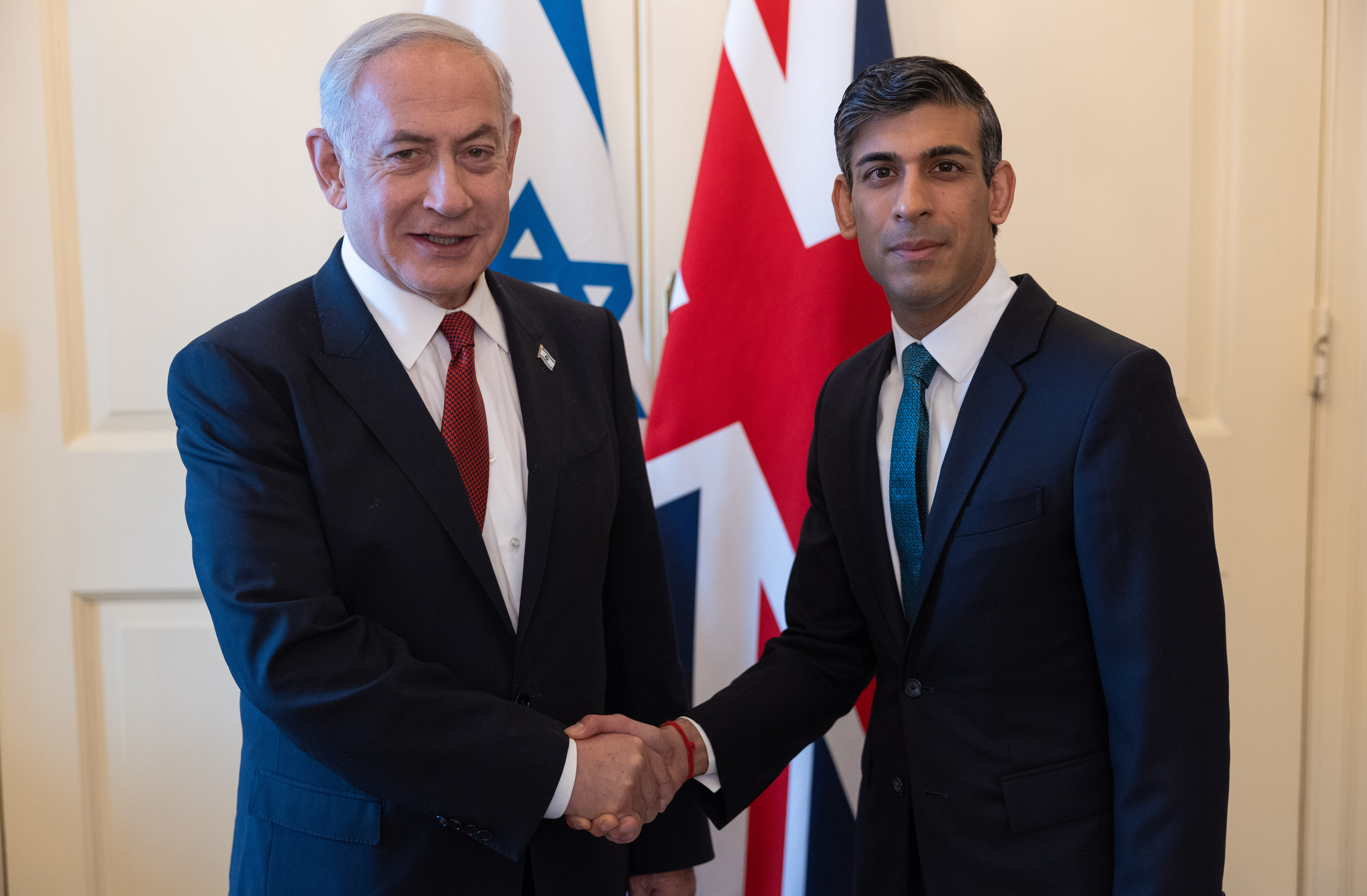
Benjamin Netanjahu mit Rishi Sunak (2023)

In den 1960er Jahren begann sich Israel im Kontext des Kalten Krieges immer mehr in Richtung Westen zu orientieren. In den 1960er Jahren begann Großbritannien mit Waffenverkäufen an Israel. Gleichzeitig behielten die Briten enge Beziehungen zu den arabischen Golfstaaten bei und Margaret Thatcher sprach sich 1980 für die Schaffung eines Palästinenserstaates aus. Die Beziehungen wurden in den 1980er Jahren angespannt. Während des Libanonkrieges 1982 verhängte Großbritannien ein Waffenembargo gegen Israel, das erst 1994 aufgehoben wurde. Als Revanche unterstützte Israel während des Falklandkrieges Argentinien mit Waffenlieferungen. Auch die Vanunu-Affäre und die Enttarnung von Mossad-Aktivitäten im Vereinigten Königreich belastete die Beziehungen, was 1986 zur Ausweisung israelischer Diplomaten führte. In den 1990er und 2000er Jahren verbesserten die Beziehungen sich unter dem Einfluss der britischen Premierminister John Major und später Tony Blair.
Innerhalb der britischen Politik vertreten vor allem die Konservativen pro-israelische Positionen (so war Winston Churchill ein Unterstützer der israelischen Staatsgründung), während die Labour Party zunehmend kritisch hinsichtlich der israelischen Politik gegenüber den Palästinensern geworden ist. Im Juni 2019 führten die Royal Air Force und die israelische Luftwaffe in der Amtszeit von Boris Johnson ihre erste gemeinsame Übung durch. Im Dezember 2020 unterzeichneten die Länder ein Abkommen über militärische Zusammenarbeit, dessen wesentliche Details geheim sind. Durch den Krieg in Israel und Gaza 2023´verschlechterten sich die britisch-israelischen Beziehung unter der Labour-Regierung von Keir Starmer. So verkündete seine Regierung 2024, sich an den Haftbefehl des ICC gegenüber Benjamin Netanjahu wegen Kriegsverbrechen zu halten und begann ein neues Waffenembargo gegen das Land zu diskutieren, welches in Umfragen von einer Mehrheit der Briten unterstützt wurde.

## Wirtschaftsbeziehungen

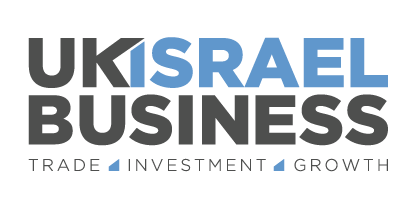
Logo der britisch-israelischen Handelskammer

Der jährliche bilaterale Handel überstieg 2024 die Marke von 7 Milliarden Pfund und über 300 israelische Unternehmen sind in Großbritannien tätig. Eine britisch-israelische Handelskammer besteht seit 1950 und bereits die britische Herrschaft in Palästina (in der sich das Mandatgebiet wirtschaftlich gut entwickelte) legte die Grundlage zu sehr alten Handels- und Geschäftskontakten. Eine enge Beziehung besteht auch im Bereich Wissenschaft, Forschung und Technologie. Im Jahr 2011 richtete das Vereinigte Königreich in der britischen Botschaft in Tel Aviv ein Technologiezentrum ein, das als UK-Israel Tech Hub bekannt ist. Es handelt sich dabei um die weltweit einzige Einrichtung dieser Art, die von einer Regierung in ihrer Botschaft finanziert wird, um die Zusammenarbeit zwischen israelischen und britischen Hightech-Unternehmen zu fördern. Nach dem Brexit begannen beide Länder im Jahr 2022 zudem Verhandlungen über ein Freihandelsabkommen.

## Sicherheitspolitik und strategische Partnerschaft
Zwischen dem Vereinigten Königreich und Israel bestehen mehrere Verteidigungsabkommen. Zusätzlich zu der im November 2021 unterzeichneten strategischen Partnerschaft haben die beiden Länder im Dezember 2020 ein Abkommen über militärische Zusammenarbeit unterzeichnet. Dieses Abkommen formalisiert und vertieft ihre militärische Zusammenarbeit, einschließlich der Ausbildung im Bereich der Verteidigungsmedizin, der Konzeption von Organisationsstrukturen und der Verteidigungsausbildung. Darüber hinaus unterzeichneten das Vereinigte Königreich und Israel im März 2023 die Roadmap 2030 für die bilateralen Beziehungen zwischen dem Vereinigten Königreich und Israel. Dieses ehrgeizige Abkommen zielt darauf ab, die Zusammenarbeit in verschiedenen Bereichen zu vertiefen, darunter Sicherheit, Handel, Cyber, Wissenschaft und Technologie, Forschung und Entwicklung, Gesundheit, Klimawandel und Gleichstellung der Geschlechter.

## Diplomatie
- Das Vereinigte Königreich hat eine Botschaft in Tel Aviv und ein Generalkonsulat in Jerusalem (für Ostjerusalem und die Palästinensergebiete).
- Israel hat eine Botschaft in London und Generalkonsulate in Cardiff und Glasgow.

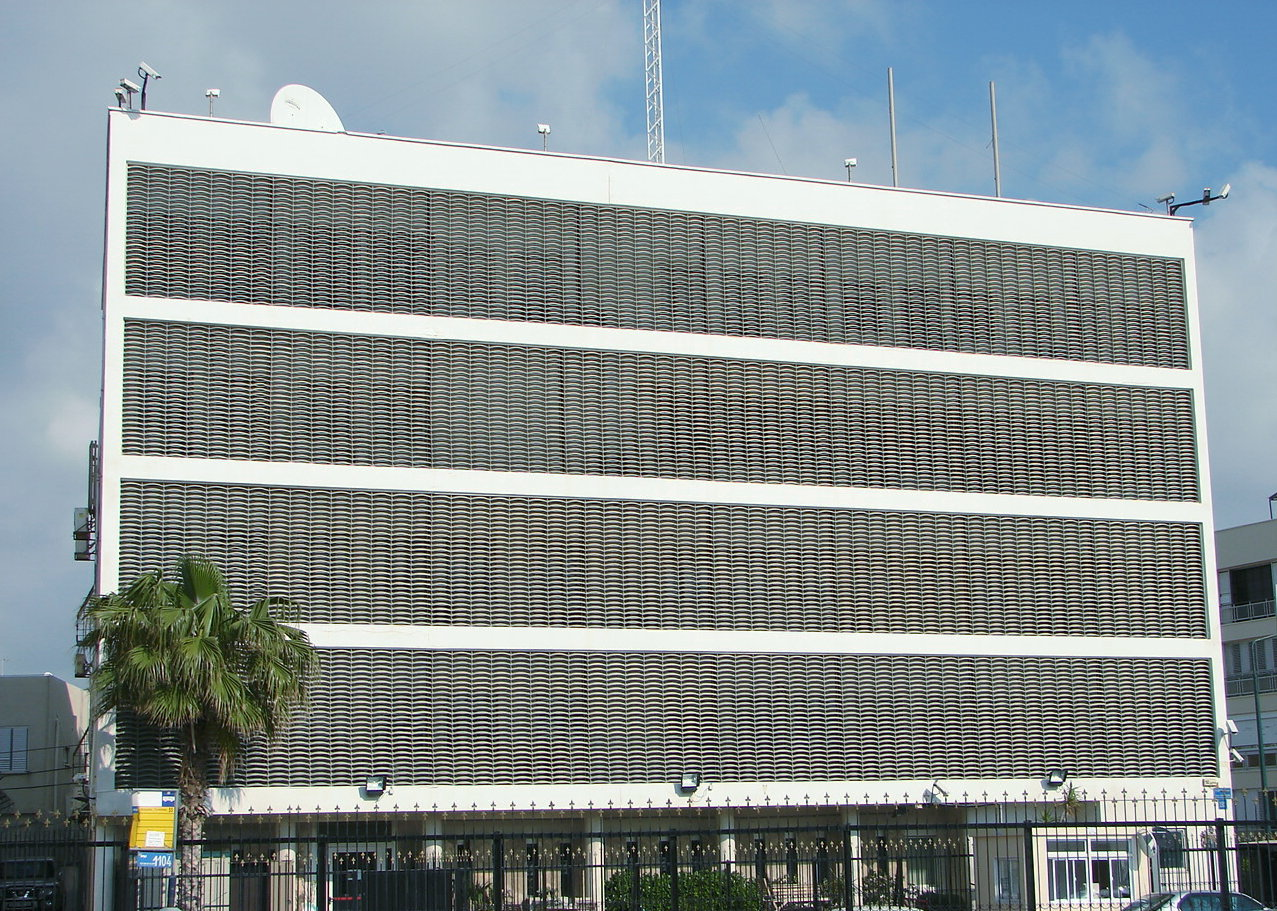
Britische Botschaft in Tel Aviv
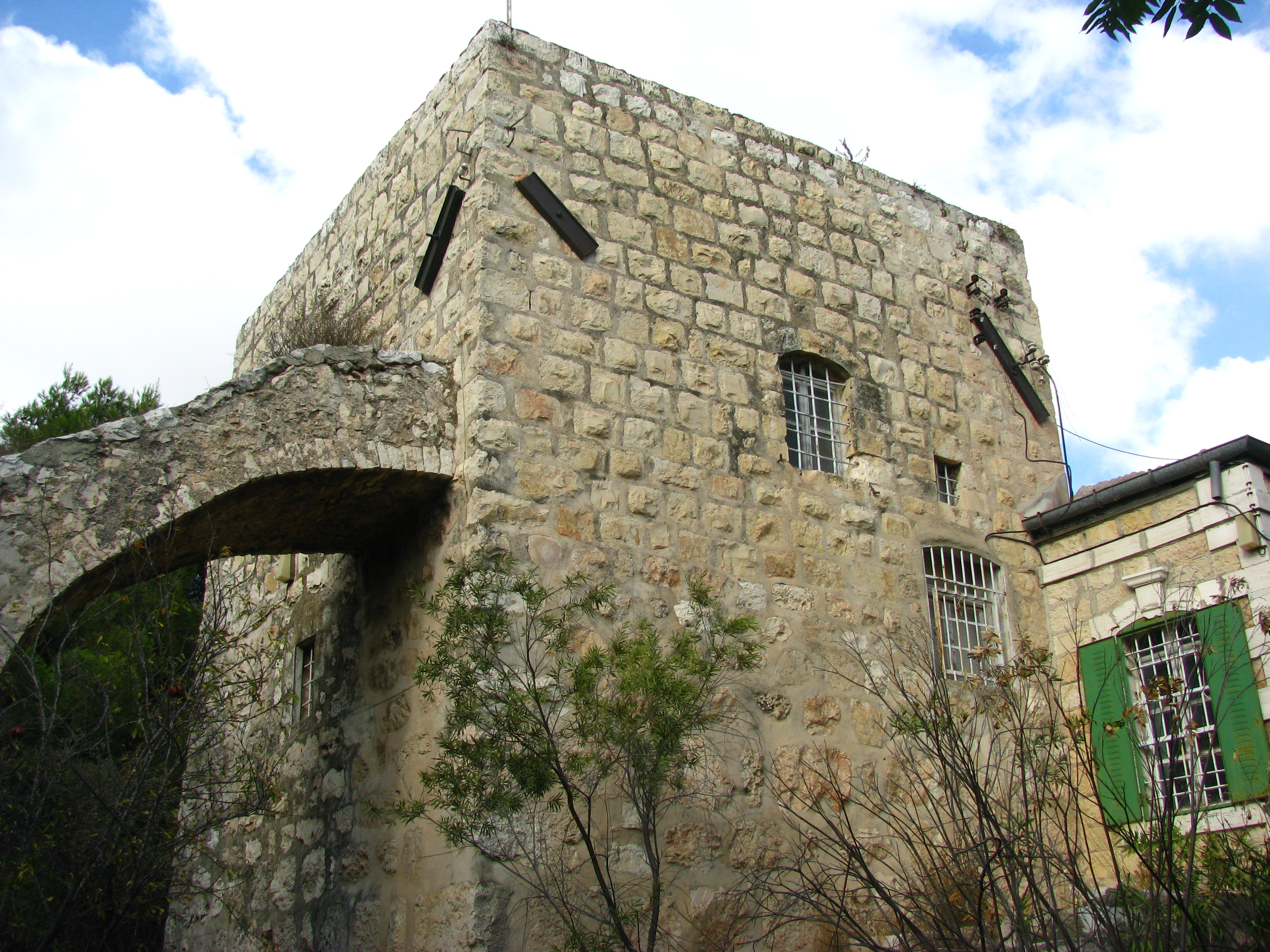
Britisches Generalkonsulat in Jerusalem
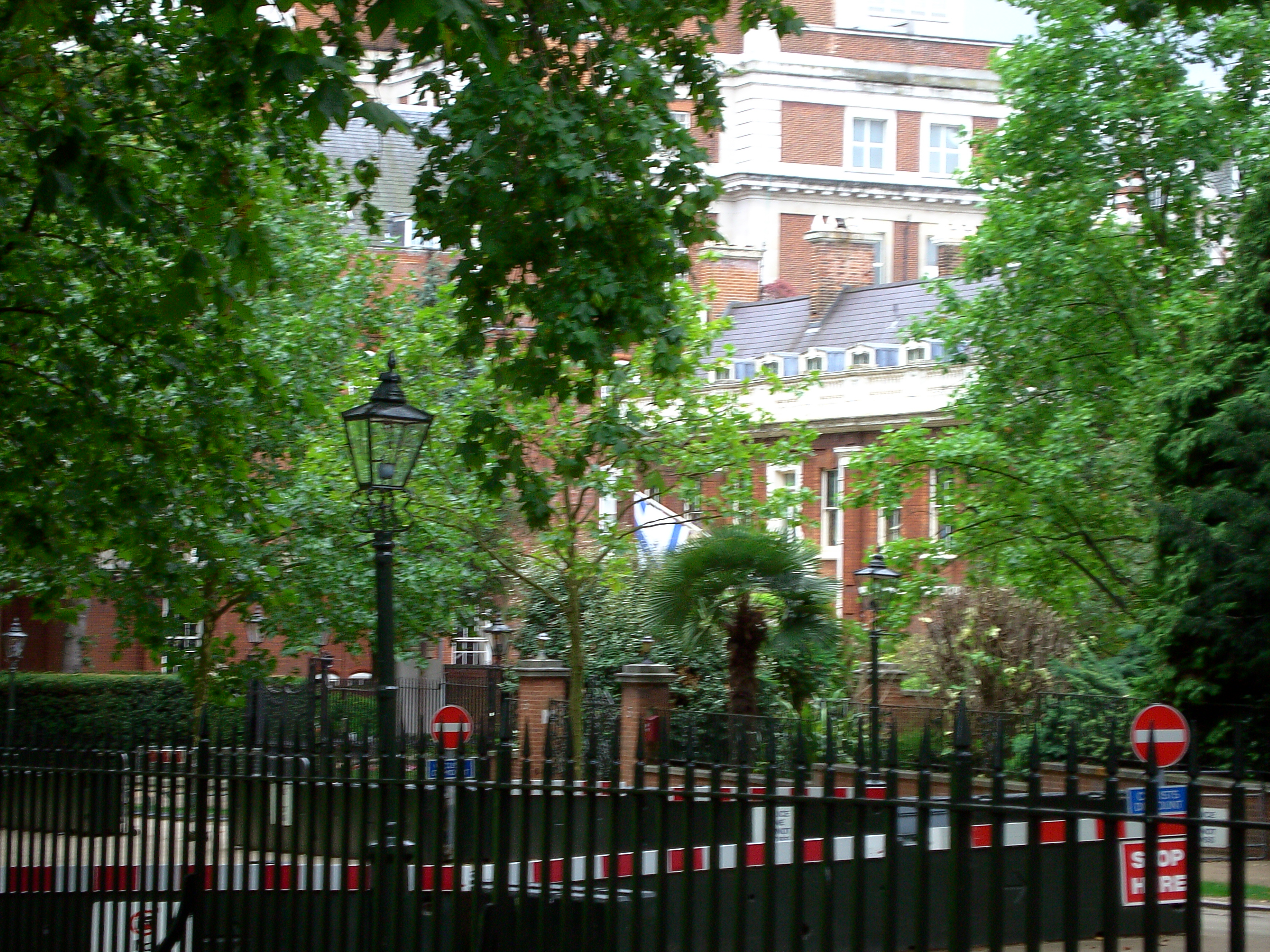
Israelische Botschaft in London